# Frances E. Allen
Frances Elizabeth Allen (Peru, 4 agosto 1932 – Schenectady, 4 agosto 2020) è stata un'informatica statunitense.
Pioniera nel campo dei compilatori ottimizzanti, i suoi successi includono il lavoro seminale nei compilatori, l'ottimizzazione dei codici e la parallelizzazione. Inoltre ha contribuito nel lavoro di intelligence sui linguaggi di programmazione e codici di sicurezza per la National Security Agency.
Allen fu la prima donna IBM Fellow e nel 2006 la prima donna a vincere il premio Turing.

## Carriera
Cresciuta in una fattoria di Peru, New York, si laurea alla New York State College for Teachers (ora State University of New York at Albany, SUNY) con un B.Sc. in matematica nel 1954. Successivamente si laurea con un M.Sc. in matematica all'Università del Michigan nel 1957 ed inizia a insegnare in una scuola di Peru, New York. Piena di debiti da pagare, entra a far parte della IBM il 15 luglio 1957, pensando di rimanere solo fino a quando i suoi prestiti studenteschi non fossero stati pagati, ma alla fine vi trascorse l'intera carriera per 45 anni fino al 2002.
Allen fu professoressa all'Università di New York negli anni 1970-1973, diventò la prima donna ad essere insignita dell'IBM Fellow nel 1989 e nel 2007 fu creato in suo onore l'IBM Ph.D. Fellowship Award.

## Premi e riconoscimenti

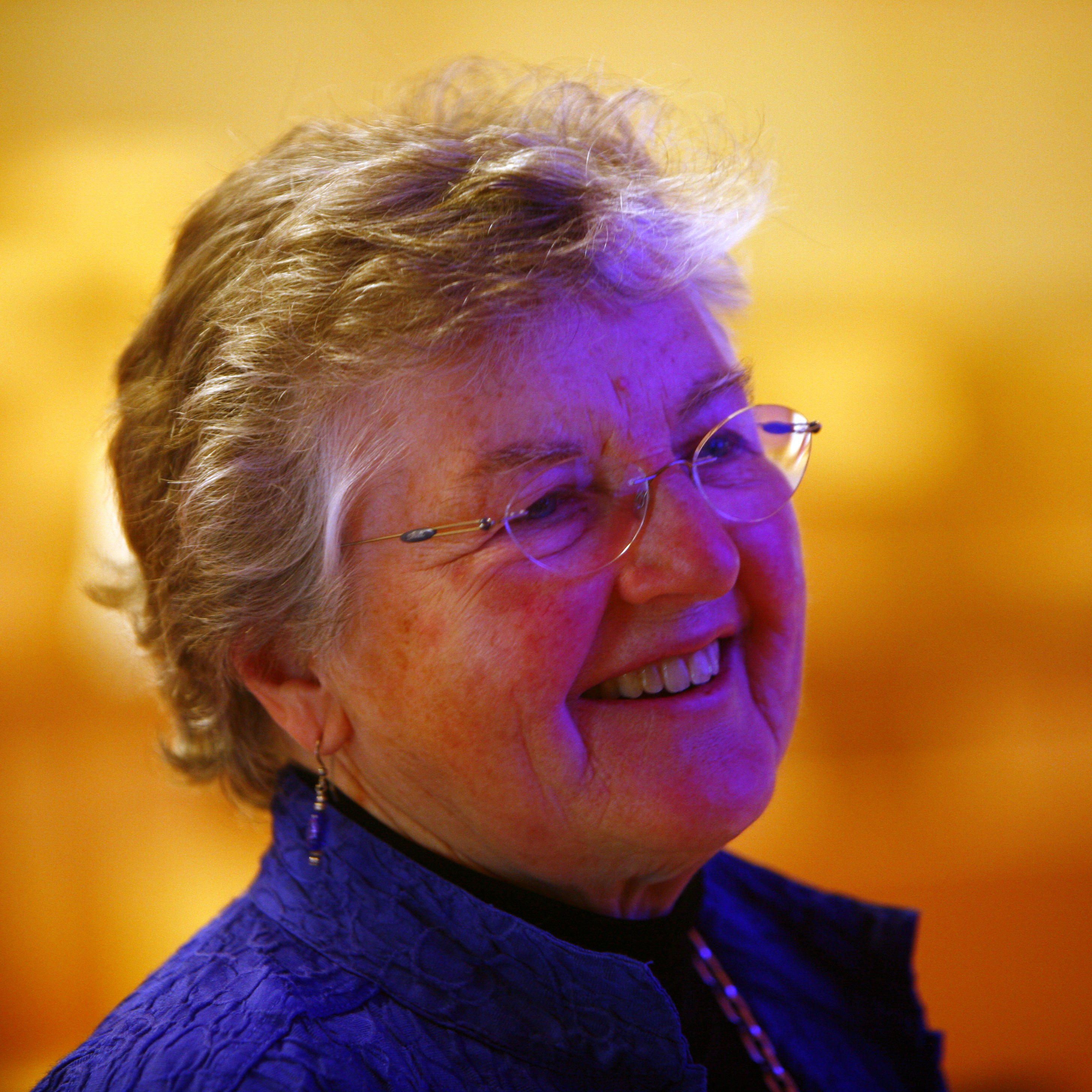
Ritratto di Fran Allen.

Allen è fellow dell'IEEE, dell'Association for Computing Machinery (ACM) e dal 2000 del Computer History Museum "per i suoi contributi all'ottimizzazione della programmazione e per la compilazione per computer paralleli". Membro del Computer Science and Telecommunications Board, del Computer Research Associates (CRA) board e del National Science Foundation's CISE Advisory Board, oltre che del National Academy of Engineering e dell'American Philosophical Society. Fu inoltre eletta fellow dell'American Academy of Arts and Sciences nel 1994.
Nel 1997, Allen fu inclusa nella hall of fame della fondazione Women in Technology International.
Andata in pensione nel 2002, nello stesso anno vinse il premio Augusta Ada Lovelace dell'associazione Women in Computing.
Nel 2007, la Allen ha ottenuto il riconoscimento per il suo lavoro nel calcolo ad alte prestazioni quando ha ricevuto il premio Turing 2006, divenendo la prima donna ad aver vinto il prestigioso riconoscimento in 40 anni di storia del premio, il quale è considerato l'equivalente del premio Nobel per l'informatica ed è assegnato dall'Association for Computing Machinery.
Nel 2007 è stata insignita della laurea honoris causa in scienze dalla State University of New York ad Albany. 
In una successiva intervista sperava che avrebbe dato più "opportunità per le donne nella scienza, informatica e ingegneria".
Nel 2009 è stata insignita di un'altra laurea honoris causa dalla McGill University.
Muore il 4 Agosto 2020.